# Arnold Bouka Moutou
Arnold Davy Bouka Moutou, abrégé Arnold Bouka Moutou est un footballeur international congolais né le 28 novembre 1988 à Reims. Il joue aux postes de défenseur latéral, milieu latéral et ailier.

## Biographie

### En club
Arnold Bouka Moutou commence sa carrière dans les divisions amateurs (CFA, CFA2), en jouant au RC Épernay, à l'AC Amiens et au Calais RUFC.
À l'hiver 2012, il signe son premier contrat professionnel en faveur du SCO Angers et y devient la doublure de Karim Djellabi. Stéphane Moulin le décrit comme un latéral "vif, endurant, rapide, avec un très bon pied gauche" et "possédant de la fraîcheur mentale et physique". Il s'impose sur le flanc gauche de la défense lors de la saison 2013-2014, participant à 29 rencontres (28 titularisations). Il fait partie des acteurs de la montée en Ligue 1 au terme de l'exercice 2014-2015 mais perd sa place à la suite d'une préparation estivale tronquée par une blessure. Il voit alors Yoann Andreu ou Vincent Manceau lui être préférés dans son couloir. Il ne connait ainsi sa première titularisation que lors de la 8e journée face à l'Olympique de Marseille au poste de milieu gauche où il peut faire valoir ses qualités de vitesse, notamment en situation de contres. C'est sur l'un d'eux qu'il obtient un penalty, transformé par Thomas Mangani, qui permet l'ouverture du score (victoire finale 1-2) face aux olympiens.
Il marque son premier but avec les professionnels le 3 février 2016 contre le Stade de Reims, dans sa ville natale. Neuf jours plus tard, il marque contre son camp à la 92e minute et offre la victoire 1-0 au Stade Rennais (26e journée). Il se rattrape la semaine suivante en marquant face à Montpellier lors de la 27e journée (défaite 2-3) puis en obtenant le penalty de l'égalisation 2-2 face à Guingamp lors de la 28e journée. 
Le 26 juin 2019, il est annoncé dans le groupe de l'UNFP FC, équipe qui permet à des footballeurs professionnels au chômage de faire une préparation physique correcte et d'effectuer plusieurs matchs amicaux contre des équipes professionnelles, ceci dans l'objectif de se montrer et de décrocher un contrat professionnel.
Sans contrat depuis l'été 2019, il rejoint le Valour FC, formation de Première ligue canadienne le 28 février 2020. Son arrivée à Winnipeg est difficile puisqu'elle intervient au début de la pandémie de Covid-19 au Canada, forçant sa famille et lui-même à un confinement de quatorze jours tandis que le début de la saison 2020 de la Première ligue canadienne est reporté de plusieurs mois.

### En sélection
Il connait sa première sélection avec le Congo, le 2 août 2014 dans le cadre des éliminatoires de la Coupe d'Afrique des nations 2015 contre le Rwanda. Il participe également à la Coupe d'Afrique des nations 2015 avec le Congo.